# Héctor Socorro
Héctor Socorro Varela (né le 26 juin 1912 et mort au début des années 1980) est un footballeur cubain des années 1930.

## Biographie
Il évolue en tant qu'attaquant dans le club de CD Puentes Grandes. 
Il fait les éliminatoires de la Coupe du monde 1934, inscrivant deux buts contre Haïti. Seul qualifié pour la Coupe du monde de football de 1938 en tant que représentant nord-américain, il est titulaire dans tous les matchs de Cuba (Roumanie et Suède).
Il inscrit trois buts contre la Roumanie. Cuba est éliminé en quarts de finale.